# Patrick Frei
Patrick Frei (* 1968) ist ein Schweizer Politiker (SVP). Er gehörte von 2021 bis 2023  dem Grossen Rat des Kantons Aargau an. 
Durch den Rücktritt von Michaela Huser am 22. Juni 2021 rückte Frei in den Grossen Rat nach und wurde am 24. August in Pflicht genommen.
Er ist ein eidg. dipl. Wirtschaftsinformatiker aus Untersiggenthal.
Anfang September 2023 wurde Frei wegen Verdachts auf sexuelle Handlungen mit Kindern in Untersuchungshaft genommen. Seither wurde die Haftdauer zwei Mal verlängert. Im Januar 2025 wurde bekannt, dass die Staatsanwaltschaft eine erneute Verlängerung beantragte.